# 姬路別所站
姬路別所站（日语：／ Himeji-Bessho eki */?）是位於兵庫縣姬路市別所町別所字今池，西日本旅客鐵道（JR西日本）山陽本線（JR神戶線）的車站。車站編號為JR-A82。
此站鄰接日本貨物鐵道（JR貨物）姬路貨物站。而此站於2005年（平成17年）3月1日啟用，在營業距離上與姬路貨物站相同。在公司內部的時間表與行路表中會以表示。

## 歷史
由於姬路站周邊進行高架化工程，本來位於姬路站東邊的姬路（貨物）站遷移到現時此站的位置，於1994年（平成6年）3月21日啟用，並名為姬路貨運站。
為了配合姬路市，於此站成為姬路市東部玄關口。以居住、商業、物流據點開始進行開發事業，從此而興建旅客車站。在2005年（平成17年）3月1日，此站啟用。

### 年表
- 1994年（平成6年）3月21日 - 姬路貨運站啟用。
- 1998年（平成10年）8月4日 - 姫路市資詢關於JR西日本新車站的設置。
- 2001年（平成13年）6月9日 - 開始建設車站。
- 2005年（平成17年）3月1日 - 山陽本線（JR神戶線）曾根站至御着站之間開於此站，車站名為姬路別所站。
- 2006年（平成18年）10月1日 - 引入JR京都・神戶線運行管理系統（日语：アーバンネットワーク運行管理システム#JR京都・神戸線システム）。
- 2007年（平成19年）3月18日 - 更新車站自動廣播（日语：駅自動放送）。
- 2013年（平成25年）5月2日 - 自動閘機（日语：自動改札機）改用JR西日本Techsia製的AG50型。
- 2015年（平成27年）
  - 3月12日 - 進站警告聲停止使用，進站音樂改為JR神戶線標準「細波」音質變更版[2]。
  - 3月13日 - 當日起綠色窗口結束營運。
  - 3月14日 - 當日起開設綠色售票機（日语：みどりの券売機）。
- 2018年（平成30年）3月17日 - 引入車站編號並開始使用[3]。

## 車站構造
車站是一座地面車站，設有2面2線的單式月台，月台可容納12卡車廂。閘口位於北邊（上行月台）1處，南邊為姬路貨物站，因此只有北出口。兩月台之間設有升降機連接
此站位於都市網絡範圍內。此站可使用ICOCA與互相使用的IC卡。此站為業務委託車站，由JR西日本交通服務負責車站業務，並由姬路站管理。此站曾經設有綠色窗口，於2015年3月13日終束營業，在翌日設置了綠色售票機。廁所位於閘口外面。
此站在啟用當初使用了已於1997年2月16日起引入進站音樂「細波」（為JR神戶線標準進站音樂）外，在列車接近表示器會播放出瑪莉有隻小綿羊與康城賽馬副歌部分。

### 月台
| 月台 | 路線     | 方向 | 目的地           |
| ---- | -------- | ---- | ---------------- |
| 1    | JR神戶線 | 上行 | 三之宮、大阪方向 |
| 2    | JR神戶線 | 下行 | 姬路、相生方向   |

- 以上的路線名是使用旅客資訊上的名稱（別名、愛稱）。

### 時間表
在日間時段（早上11至下午3時時段）中，每小時會有2班（約30分一班）列車。在早晚時段會設有每小時4班（每15分一班）。
在三之宮、大阪方向的上行班次中，除了部分班次（早上5、6時時段與晚上9時時段）外，均可於加古川站轉乘新快速。而這些班次會在西明石站轉變列車類別為快速。在晚上10至11時段只有前往西明石的普通列車。在姬路方向的下行班次中，大部分前往姬路或網干，在早上和晚上有少許班次前往上郡或直通至赤穗線的播州赤穗。

## 使用狀況
在車站啟用前，預計車站每日平均上下車人次會有約2,000人。
根據《兵庫縣統計書》，在2018年（平成30年）度1日平均乘車人次為1,915人。
以下為車站近年1日平均乘車人次：
| 年度   | 1日平均 乘車人次 |
| ------ | ---------------- |
| 2004年 | 583              |
| 2005年 | 939              |
| 2006年 | 1,143            |
| 2007年 | 1,241            |
| 2008年 | 1,335            |
| 2009年 | 1,370            |
| 2010年 | 1,436            |
| 2011年 | 1,510            |
| 2012年 | 1,618            |
| 2013年 | 1,767            |
| 2014年 | 1,769            |
| 2015年 | 1,836            |
| 2016年 | 1,849            |
| 2017年 | 1,867            |
| 2018年 | 1,915            |

## 車站周邊
- 姬路貨運站（日本貨物鐵道）
- 國道2號
- 姫路市立東中學（日语：姫路市立東中学校）
- 兵庫縣立姬路別所高等學校（日语：兵庫県立姫路別所高等学校）
- 白陵中學·高等學校（日语：白陵中学校・高等学校）
- 牛尾電機（日语：ウシオ電機） 播磨事業所
- 日輪（日语：ニチリン） 姬路工廠
- 姬路繞道（日语：姫路バイパス）（別所停車區、別所匝道（日语：別所ランプ））
- 主婦之店 別所店
- AEON Town姬路別所購物中心（日语：マックスバリュ西日本）（MavValu（日语：マックスバリュ）姬路別所店）

## 巴士路線
在站前迴旋路設有神姬巴士巴士站。巴士站名為「別所站」。
- 22系統 經一丁町 前往姬路站／前往夕陽丘

## 相鄰車站
西日本旅客鐵道
 JR神戶線（山陽本線）
■新快速
通過
■普通（西明石站以東為快速列車班次）
曾根（JR-A81）－姬路別所（JR-A82）（姬路貨運站）－御着（JR-A83）

## 外部連結
- 姬路別所｜車站資訊：JR出門網 - 西日本旅客鐵道